# Municipio de Huamantla
El Municipio de Huamantla es uno de los 60 municipios en que se divide el estado mexicano de Tlaxcala, ubicado al oriente de la entidad, su cabecera es la ciudad de Huamantla.

## Geografía
El municipio de Huamantla se encuentra localizado en el sector oriental del estado de Tlaxcala y en las faldas del volcán Malintzin, tiene una extensión territorial 354.34 kilómetros cuadrados que representan el 8.73% de la extensión territorial del estado, sus coordenadas extremas son 19° 11' - 19° 27' de latitud norte y 97° 47' - 98° 02' de longitud oeste, y su altitud va de los 2 400 a los 4 400 metros sobre el nivel del mar.
Sus límites corresponden al norte con el municipio de Terrenate, al noreste con el municipio de Atlzayanca, al noroeste con los municipios de Xaloztoc y  Tocatlán; al sur con los municipios de Ixtenco, y Zitlaltepec de Trinidad Sánchez Santos;  al este con el municipio de Cuapiaxtla; al oeste con los municipios de Tzompantepec, San José Teacalco y San Francisco Tetlanohcan; al suroeste y en la cima del volcán Malintzin, con el municipio de Teolocholco,  y con el Estado de Puebla, en particular con los municipios de Puebla, y  Tepatlaxco de Hidalgo; al sureste con el Estado de Puebla, específicamente con los  municipios de San José Chiapa y Nopalucan, respectivamente.

### Orografía e hidrografía

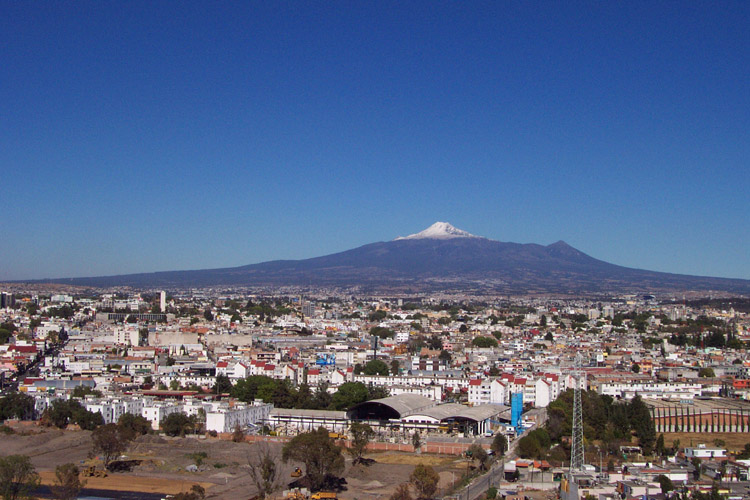
Volcán Malinche

La orografía del municipio de Huamantla está dominada por el Volcán Malintzin, que se encuentra localizado en su extremo suroeste y marca el límite territorial con otros municipios y con el estado de Puebla, su cima alcanza la altitud de 4 400 metros sobre el nivel del mar y constituye la mayor altitud del estado de Tlaxcala; el resto está formado por un valle en el que se encuentra la cabecera municipal y las principales localidades y se eleva nuevamente en dirección norte, todas estas elevaciones forman parte del Eje Neovolcánico Transversal; fisiográficamente todo el territorio municipal pertenece a la Provincia fisiográfica X Eje Neovolcánico y la Subprovincia fisiográfica 57 Lagos y Volcanes de Anáhuac.
En el municipio de Huamantla no existen corrientes fluviales de importancia ni permanentes, su corriente de mayor caudal es el río Tecoac que recorre en sentido noroeste-sureste del valle central del municipio pasando por la cabecera municipal, existen además numerosas corrientes menores y estacionales que bajan desde el Malintzin y las elevaciones del norte en época de lluvias o de deshielo de las nieves perpetuas que coronan sus cimas; Todo el territorio municipal forma parte de la Cuenca del río Atoyac y de la Región hidrológica Balsas.

### Clima y ecosistemas

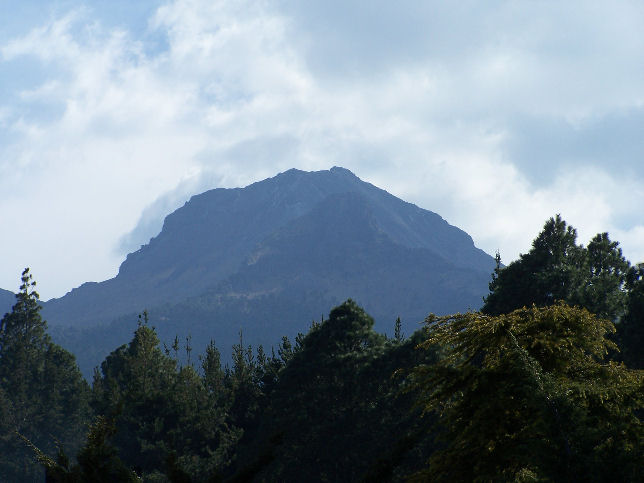
Bosques en las faldas del Malintzin

El clima que se registra en el municipio de Huamantla se define por la altitud en el sentido en que se desciende desde la cima del volcán Malintzin, en su cima la mayor parte del tiempo se registra clima Frío, a medida en que se desciende el siguiente clima es Semifrío subhúmedo con lluvias en verano, de mayor humedad y el siguiente Templado subhúmedo con lluvias en verano, de mayor humedad, al llegar al valle el clima es Templado subhúmedo con lluvias en verano, de humedad media y finalmente ya en el noreste del municipio Templado subhúmedo con lluvias en verano, de menor humedad; la temperatura promedio anual sigue exactamente el mismo patrón, en la cima del Malintzin la temperatura es inferior a los 4 °C, el rango que sigue es de 4 a 6 °C, luego de 6 a 8 °C, de 8 a 10 °C y de 10 a 12 °C, el resto del territorio el rango es de 12 a 14 °C, con la excepción del una zona que va del centro al sureste del mismo en que es superior a los 14 °C; la precipitación promedio anual en la cima del volcán es superior a los 1 000 mm, siguiendo el mismo patrón de descenso anterior siguen franjas con promedio de 800 a 1 000 mm, 700 a 800 mm, 600 a 700 mm y finalmente 500 a 600 mm.
La gran mayoría del territorio municipal se encuentra dedicado a la agricultura de temporal, con la excepción de un sector del norte que se encuentra cubierto por matorral, y en el extremo sur las faldas del Volcán Malintzin que se encuentran cubiertas de bosques, formado principalmente por encino, ocote, madroño, pino, oyamel y junípero.

## Demografía
De acuerdo a los resultados del Conteo de Población y Vivienda de 2020 realizado por el Instituto Nacional de Estadística y Geografía, el municipio de Huamantla tiene una población de 98,764 personas, de las cuales 47 761 son hombres y 51 003 son mujeres.

### Localidades
En el municipio de Huamantla existen un total de 154 localidades, las principales y su población en 2020 son las siguientes:
| Localidad                    | Población |
| Total Municipio              | 98,764    |
| Huamantla                    | 59 871    |
| Ignacio Zaragoza             | 7 897     |
| San José Xicohténcatl        | 7 081     |
| Benito Juárez                | 5 736     |
| El Carmen Xalpatlahuaya      | 2 078     |
| Los Pilares                  | 1 682     |
| Colonia Hermenegildo Galeana | 1 658     |
| Lázaro Cárdenas              | 1 549     |
| José María Morelos           | 1,444     |

## Política

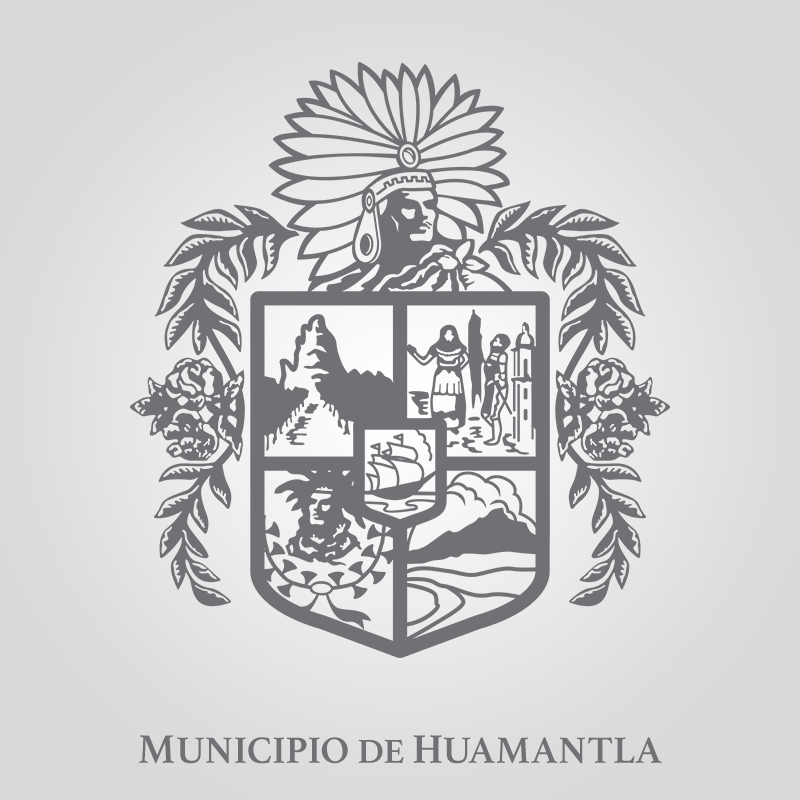

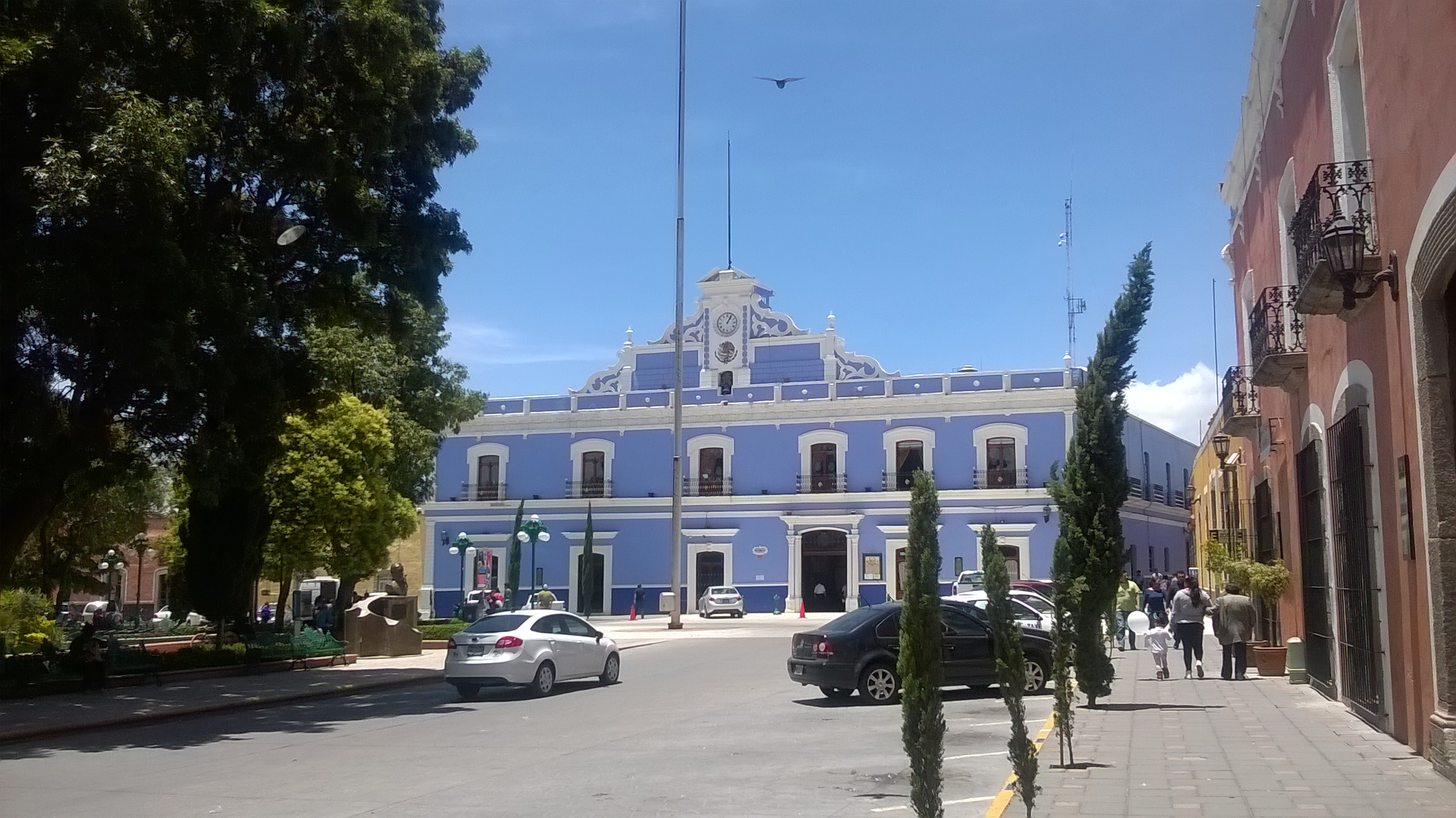
Presidencia Municipal

El gobierno del municipio de Huamantla le corresponde al Ayuntamiento, que está conformado por el presidente municipal, un Síndico y un cabildo compuesto por siete regidores electos por el principio de representación proporcional, todos son electos mediante voto universal, directo y secreto para un periodo de tres años que no son renovables para el periodo inmediato pero si de forma no continua y entran a ejercer su cargo el día 15 de enero del año siguiente a la elección.

### Presidentes municipales

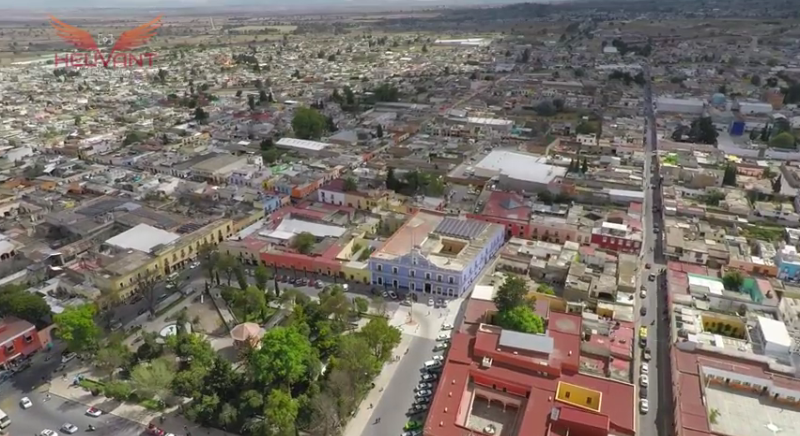
Huamantla, centro.

- Huamantla, centro.(1945 - 1950): Francisco Rosete Aranda
- (1950 - 1951): David Pérez García
- (1951 - 1952): Alfonso Goya Pingarron
- (1953 - 1955): Alfredo B. Molina
- (1956 - 1958): Pablo Ramírez Lima
- (1959 - 1961): Sergio Alarcón Bretón
- (1962 - 1962): José Zamora Arroyo
- (1962 - 1962): Marcelino Nava Montes
- (1965 - 1967): Emilio Vallejo Hernández
- (1968 - 1970): Álvaro Salazar Lozano
- (1971 - 1973): Melitón Sánchez Sánchez
- (1974 - 1976): Antonio Amador Valdez
- (1977 - 1979): Austreberto Flores Martínez
- (1980 - 1982): Margarito Palafox Gutiérrez
- (1983 - 1985): Cristóbal Sánchez Bretón
- (1986 - 1988): Fernando Flores Macias
- (1989 - 1991): José Hernández Castillo
- (1992 - 1992): José Paredes García
- (1995 - 1998): Eduardo Bretón Escamilla
- (1999 - 2002): Rogelio Palafox Gutiérrez
- (2002 - 2005): Alejandro Aguilar López
- (2005 - 2008): Eduardo Bretón Escamilla
- (2008 - 2011): José Raul Cervantes López
- (2011 - 2014): Carlos Ixtlapale Gómez
- (2014 - 2017): Alejandro Aguilar López
- (2017 - 2021): Jorge Sánchez Jasso
- (2021 - 2024): Juan Salvador Santos Cedillo

### División administrativa
Para el gobierno interior del municipio este se divide en 39 Presidencias Municipales Auxiliares, los titulares de estos cargos son electos mediante voto universal, directo y secreto mediante planillas, durando en su cargo el mismo período que el ayuntamiento o en procesos efecturados mediante el sistema de usos y costumbres.

### Representación legislativa
Para la elección de diputados al Congreso de Tlaxcala y al Congreso de la Unión el municipio de Huamantla se encuentra integrado en los siguientes distritos electorales:
Local:
- X Distrito Electoral Local de Tlaxcala con cabecera en Huamantla.
- XI Distrito Electoral Local de Tlaxcala con cabecera en Huamantla.[13]

Federal:
- I Distrito Electoral Federal de Tlaxcala con cabecera en Apizaco.[14]